# Wausau (Wisconsin)
Wausau es una ciudad ubicada en el condado de Marathon en el estado estadounidense de Wisconsin. En el Censo de 2010 tenía una población de 39.106 habitantes y una densidad poblacional de 753,36 personas por km².

## Geografía
Wausau se encuentra ubicada en las coordenadas 44°57′43″N 89°38′37″O / 44.96194, -89.64361. Según la Oficina del Censo de los Estados Unidos, Wausau tiene una superficie total de 51.91 km², de la cual 48.63 km² corresponden a tierra firme y (6.31%) 3.27 km² es agua.

## Demografía
Según el censo de 2010, había 39.106 personas residiendo en Wausau. La densidad de población era de 753,36 hab./km². De los 39.106 habitantes, Wausau estaba compuesto por el 83.66% blancos, el 1.36% eran afroamericanos, el 0.78% eran amerindios, el 11.06% eran asiáticos, el 0.02% eran isleños del Pacífico, el 0.86% eran de otras razas y el 2.25% pertenecían a dos o más razas. Del total de la población el 2.94% eran hispanos o latinos de cualquier raza.